# Mortal Kombat: Conquest
Phần Conquest (một tên gọi tắt cho những cuộc phiêu lưu chinh phạt bí mật trong suốt dòng game và phim của Mortal Kombat) được chuyển thể lên thành phim truyền hình là do được hãng Threshold Entertainment (được biết đến qua khi chỉ chuyên môn làm các dòng phim điện ảnh về Mortal Kombat) bắt đầu bấm máy từ năm 1998 đến 1999 sau khi tiếp tục chọn đất nước Thái Lan làm điểm dừng chân cho những khung cảnh thời xa xưa trong phim mặc dù thành công của bộ phim theo dòng này vẫn đang dừng lại ở phần một (Season 1 / 22 tập / 1 tập - 45 phút chiếu) để giải đáp một số bí ẩn trước thời kỳ đen tối năm đầu trong triều đại của hoàng đế Shao Kahn tại thế giới Trung Gian trong suốt biên sử huyền thoại của phần phim Chinh Phạt (nguyên gốc tên tựa tiếng Anh là Conquest) này. Hãng làm phim Threshold Entertainment lần làm bộ phim này đã phải kết hợp cả với hãng phim truyền hình New Line Television (là nhóm đã công chiếu bộ phim này đầu tiên) và nhóm tài trợ cho công chiếu bộ phim Warner Bros để có thể đưa bộ phim này đến tay những người hâm mộ trong năm đó khi được nhà sản xuất tên Lawrence Kasanoff nâng đỡ để hoàn tất quy trình làm.
Toàn bộ nội dung bộ phim này được hơn 13 đạo diễn phim thực hiện với cùng dàn diễn viên sao tên tuổi lừng danh khác tham gia (đã có danh và thành danh trong hiện tại bây giờ) bao gồm Kristanna Loken (qua phim Terminator 3: Rise of the Machines, Blood Rayne, In the Name of the King: A Dungeon Siege Tale), Johnny Trí Nguyễn (vai đóng thế những pha hành động phụ trong phim Spider-Man 1 và 2, Starship Troopers 2 - và những phim nổi tiếng đã đóng là Alias, House of the Dead 2: Dead Aim, Tom-Yum-Goong, The Rebel qua tên tiếng việt là " Dòng Máu Anh Hùng "), Jaime Pressly (qua phim Torque, Dead Or Alive, Horton Hears a Who!), Paolo Montalbán, Daniel Bernhardt, Tonga Fifita (một sao đô vật của WCW), Bryan Clark (một sao đô vật của WCW), Actress Eva Mendes (xuất hiện cảnh nhỏ trong vai bạn gái cũ của nhân vật Siro trong phim, cô từng đóng các phim hiện tại bây giờ bao gồm Urban Legends: Final Cut, 2 Fast 2 Furious, Once Upon A Time In Mexico, Hitch, Ghost Rider, The Spirit) v.v...
Khi được công chiếu lần đầu tiên tại Mỹ, Mortal Kombat: Conquest được hãng kênh truyền hình giải trí TNT lúc đó nhận lời phát sóng, nhưng kết quả cho thấy nó không có tín hiệu khả quan nên sau khi công chiếu xong số đầu tiên của phim MKC, chúng ta và những fan hâm mộ không bao giờ thấy họ đề cập đến làm phần thứ hai cho nó vì doanh số thu lại về phim thực sự gây sốc đối với những nhà làm phim kỳ cựu (theo bước đầu một số thông tin từ những trang làm phim cho hay thì phần này còn không đủ huề vốn để làm những số tiếp theo do doanh thu chỉ vỏn vẹn có hơn 30% số vốn đã bỏ ra). Phim Mortal Kombat: Conquest cũng đã từng được công chiếu các tập trên mạng truyền hình cáp Việt Nam thông qua hệ thống kênh MMDS đời cũ, tuy nhiên do thời điểm đó mạng cáp không phổ biến như trong năm 2004 (vì lúc này truyền hình cáp tại VN mới vào giai đoạn triển khai khả quan đến từng nhà) nên số người xem hết được bộ phim này quá ít.
Tuy được chuyển thể thành phim truyền hình nhưng Mortal Kombat: Conquest không hẳn là không hay so với những gì mà hai phiên bản Mortal Kombat: The Movie và Mortal Kombat:Annihilation làm trước đấy, toàn bộ xuyên suốt bộ phim là những cảnh đánh võ cực chất và thể hiện các tinh hoa võ thuật của những người diễn viên đóng thế đã làm hết mình vì nó, những cảnh mà các bạn thấy trong phim và dàn diễn viên đều thuộc đất nước Thái Lan đầy màu sắc, tuy nhiên phim không lột tả về con người và đất nước cả họ mà lại đi theo một hình thức bó gọn trong một ngôi làng, những khu rừng và sự tối tăm chật hẹp tại xưởng làm phim với kinh phí hạn chế. Vì lý do là phim truyền hình nên hầu như phim Mortal Kombat: Conquest phải sử dụng những dạng hình ảnh kỹ xảo 3D đơn giản như thể hiện cảnh vật, những chiêu thức chưởng và đi kèm những kỹ xảo lởm (tất nhiên nó không làm mất mặt phim vì lý do sự hạn chế đều có giá của nó). Nhưng nhìn chung Mortal Kombat: Conquest vẫn là một bộ phim truyền hình đáng để xem nhất là cho đến thời điểm hiện tại bây giờ vì bản thân người viết bài cũng đã có cơ hội được xem nó trên những ấn phẩm DVD nguyên bản được tồn kho cho đến tận bây giờ tùy vào sự đánh giá khách quan của người xem nó để giải trí.
Tuy thất bại ở mặt phương diện truyển thể thành phim truyền hình, nhưng các dòng phim về Mortal Kombat vẫn sẽ được tiếp tục phát triển trong một tương lai xa gần đây theo đúng những gì tác giả Edd Boon đã nói trong buổi tường thuật của kênh tạp trí OXM Magazine vào trung tuần 12/7/2008. Dù có hy vọng hay không, trong tương lai đây chỉ là một dấu hiệu khả quan nho nhỏ cho việc tiếp xúc với nền điện ảnh ngày càng phát triển cùng công nghiệp giải trí hiện tại.

## Nhân vật

### Nhân vật chính
- Great Kung Lao: Paolo Montalbán
- Siro: Daniel Bernhardt
- Taja: Kristanna Loken
- Vorpax: Tracy Douglas
- Shang Tsung: Bruce Locke
- Raiden and Shao Kahn: Jeffrey Meek

- Baron Reyland: John Reilly
- Geneviere "Jen" Reyland: Jennifer Renton
- Omegis: Angelica Bridges
- Kiri: Sung Hi Lee
- Ankha: Tahitia Hicks
- Siann: Dana Hee
- Mika: Jaime Pressly
- Sora: Renee Tenison
- Kreeya: Fabiana Udenio
- Qali: Roshumba Williams

### Nhân vật trong game
- Scorpion: Chris Casamassa
- Sub-Zero: J.J. Perry
- Noob Saibot: Master Sultan Uddin
- Quan Chi: Adoni Maropis
- Kitana: Audie England
- Mileena: Megan Brown
- Rain: Percy "Spitfire" Brown
- Reiko: Jim Helsinger
- Reptile: Jon Valera
- Smoke - Đồ họa máy tính
- Goro - Đồ họa máy tính